# Las Toscas (Lobería)
Las Toscas es una localidad del partido de Lobería, al sur de la provincia de Buenos Aires, Argentina.

## Ubicación
Las Toscas se ubica en el sureste del partido a poca distancia del partido de General Alvarado. Se encuentra a 41 km de la ciudad de Lobería, a 45 km de la ciudad de Miramar y a 55 km de la ciudad de Balcarce.

## Toponimia
Las Toscas recibe su nombre de la talabartería del mismo nombre presente en la localidad, la cual es declarada por la municipalidad de Lobería como punto de interés turístico e histórico municipal.

## Población
Durante los censos nacionales del INDEC de 2001 y 2010 fue considerada como población rural dispersa.

## Acceso
Se accede a Las Toscas mediante la RP 88, la cual pasa por la localidad entre los kilómetros 78 y 80. A su vez, esta ruta permite conectar Las Toscas con ciudades cercanas como Quequén y Mar del Plata (al oeste y este, respectivamente).